# Pelagia noctiluca
La medusa luminosa (Pelagia noctiluca), è una medusa della famiglia Pelagiidae.

## Distribuzione e habitat
È comune nel Mar Mediterraneo e nell'Oceano Atlantico orientale fino al Mare del Nord; è stata citata nelle cronache (nel 1992, 2003 e 2005) per la sua abbondanza nei nostri mari in alcuni periodi e per le dolorose irritazioni che provoca se sfiorata.
È una specie pelagica, ma nel periodo autunnale e primaverile si avvicina alla costa.

## Descrizione
Ombrello marrone-rosato o rosa-violetto di circa 10 centimetri di diametro, traslucido, composto da 16 lobi da cui partono 8 lunghi tentacoli retrattili, molto urticanti e semi-trasparenti, che partono dai bordi e si possono estendere fino a 2 metri. Le braccia orali, dello stesso colore dell'ombrello, sono lunghe fino a circa 30 centimetri.
L’attribuzione del genere noctiluca (dal latino) in quanto emette dei bagliori (bioluminescenza) di luce verdastri, visibili soprattutto di notte.

## Biologia

### Alimentazione
Si nutre di plancton e di piccoli pesci che cattura tramite i tentacoli dotati di urticanti nematocisti.

### Riproduzione
La P. noctiluca è una delle meduse che non attraversano lo stadio polipoide durante la maturazione. Gli adulti sono a sessi separati: la femmina depone le uova nel mare, che vengono fecondate dagli spermatozoi dei maschi. Dallo zigote nasce la planula, una larva dotata di ciglia per il movimento e che si disperde a livello planctonico. Non attraversa però lo stadio di scifistoma, ancorandosi al terreno, ma si divide direttamente in efira, una giovane medusa che poi crescerà a formare la medusa adulta.

## Galleria d'immagini

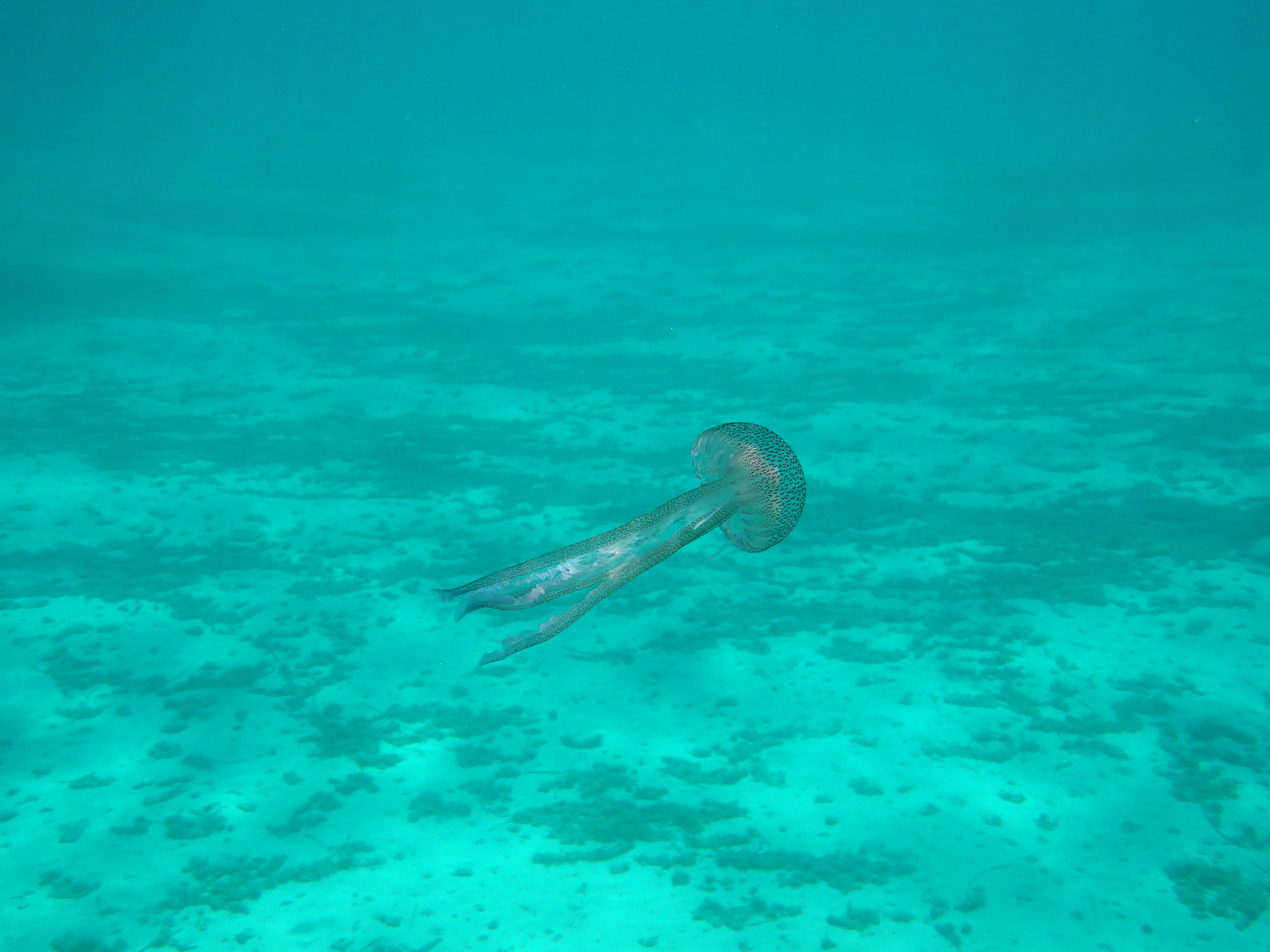
Medusa Luminosa (Pelagia Noctiluca) ripresa a Lido Gandoli, Marina di Leporano (TA)
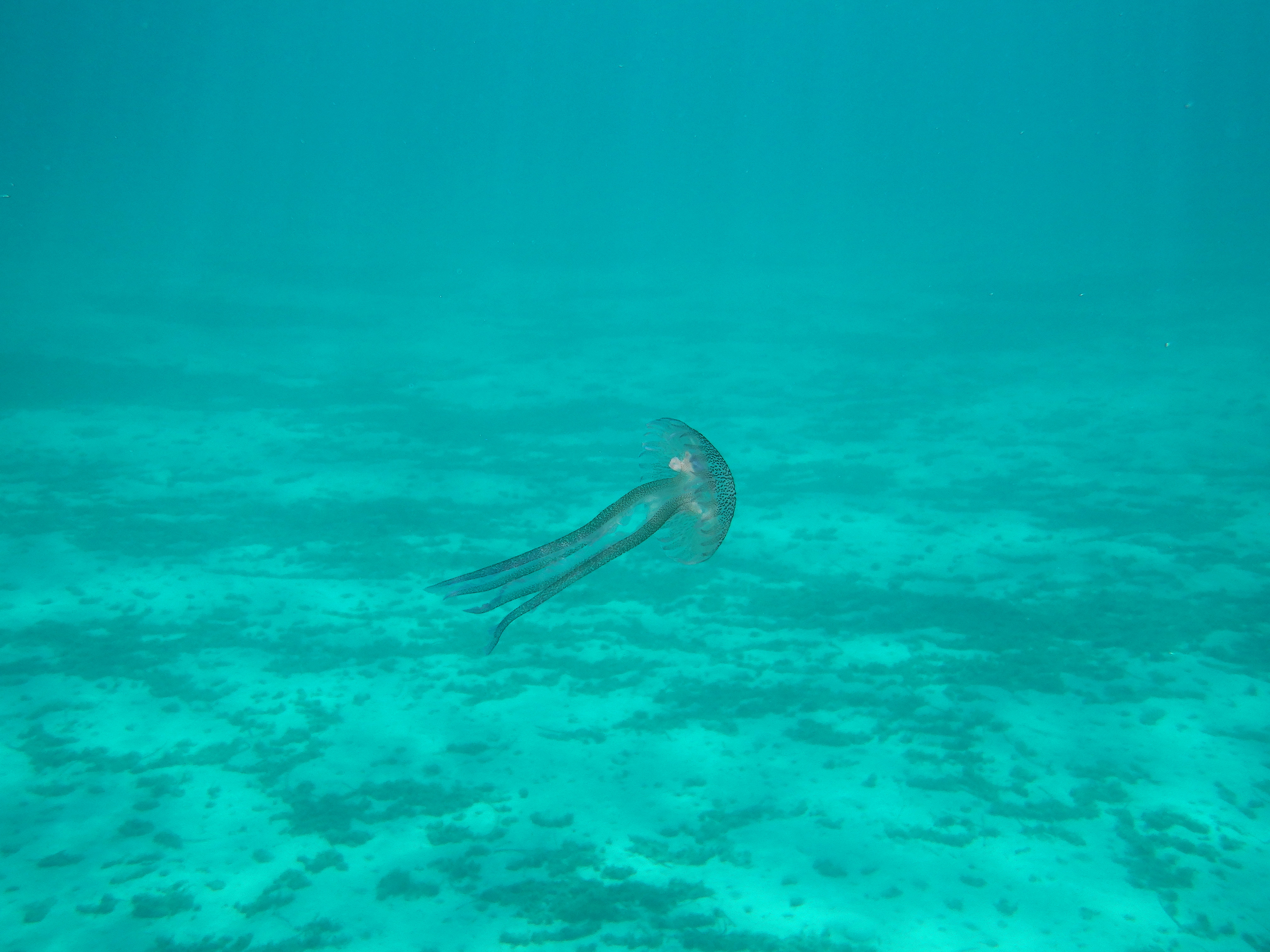
Medusa Luminosa (Pelagia Noctiluca) ripresa a Lido "Saturo", Marina di Leporano (TA)
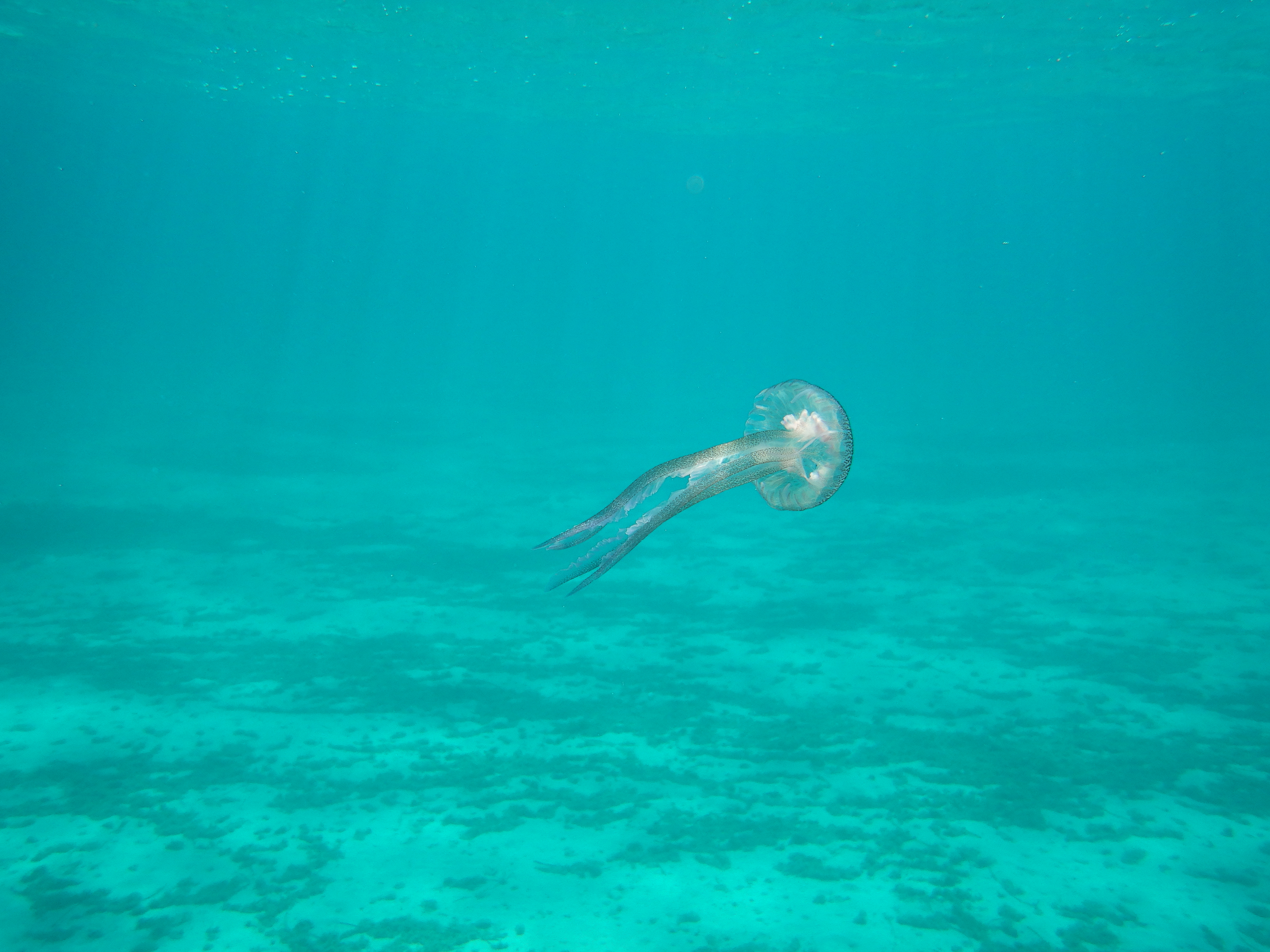
Medusa Luminosa (Pelagia Noctiluca) fotografata a Lido "Saturo", Marina di Leporano (TA)
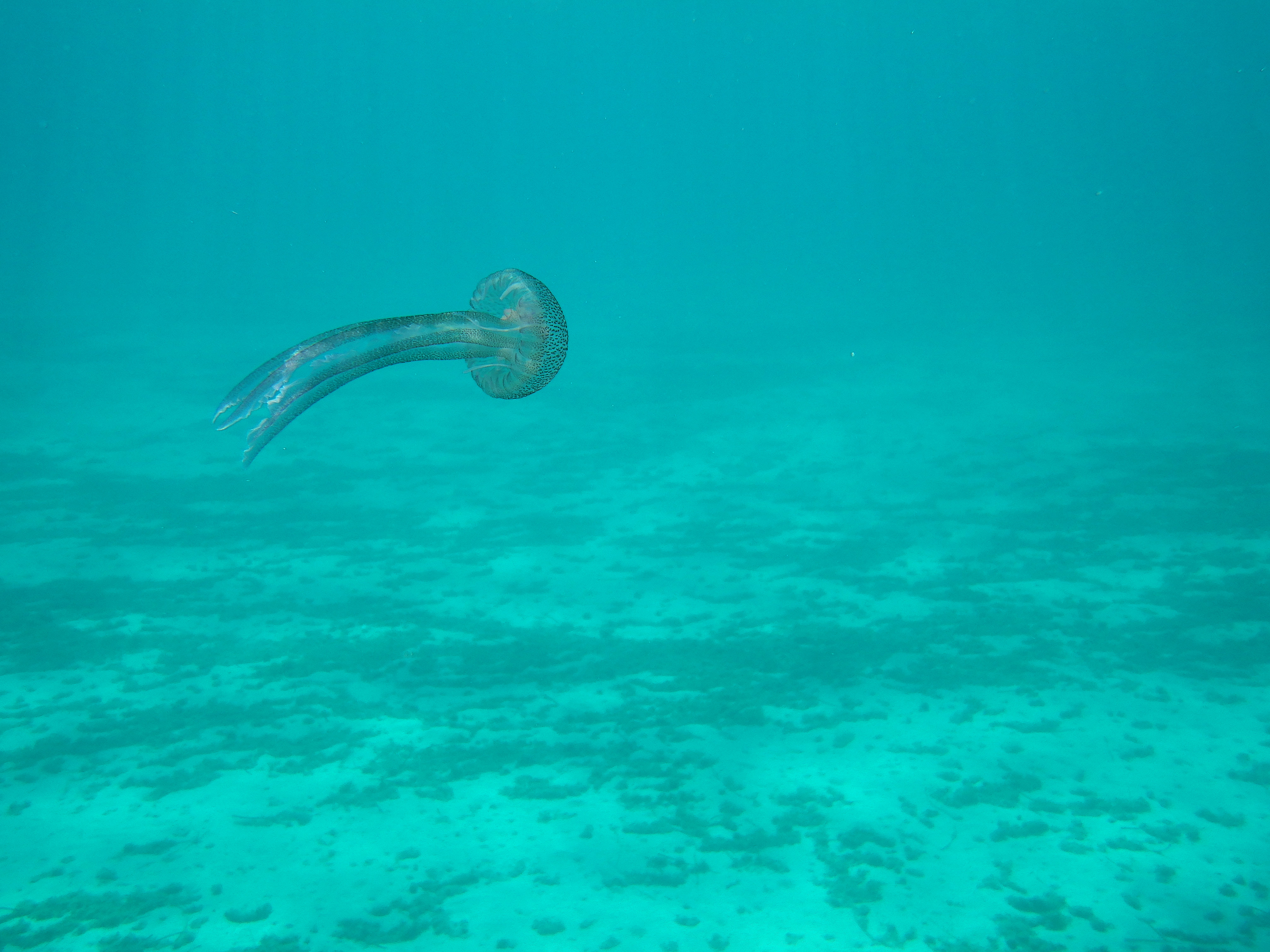
Medusa Luminosa (Pelagia Noctiluca) fotografata a Lido "Saturo", Marina di Leporano (TA)
- Medusa Luminosa (Pelagia Noctiluca) fotografata a Lido "Saturo", Marina di Leporano (TA)
- Medusa Luminosa (Pelagia Noctiluca) fotografata a Lido "Saturo", Marina di Leporano (TA)